# Autódromo Internacional Miguel E. Abed
O Autódromo Internacional Miguel E. Abed  é um autódromo localizado em Amozoc, no México, o circuito possui um formato oval com 2,01 km (1,25 milhas) e conta com vários formatos para circuito misto no interior.
Foi inaugurado em 2005, recebe corridas da NASCAR Mexico Series, recebeu também corridas da WTCC entre 2005 e 2008 e Fórmula E em 2021. 